# Folke Nauta
Folke Sjoerd (Folke) Nauta (Hengelo, 26 april 1973 – Bussum, 5 augustus 2023) was een Nederlands pianist.

## Opleiding
Nauta werd toegelaten tot de vooropleiding voor bijzonder begaafde leerlingen aan het Conservatorium van Zwolle toen hij twaalf jaar oud was. Hij studeerde verder aan het Sweelinck Conservatorium te Amsterdam, waar hij in 1997 met een 10 met onderscheiding afstudeerde bij Jan Wijn.

## Prijzen en onderscheidingen
Al op jonge leeftijd was Nauta prijswinnaar op nationale en internationale pianoconcoursen. In 1992 won hij met een veeleisend programma (onder meer Ravels Miroirs, de Appassionata-sonate van Beethoven en het tweede pianoconcert van Prokofjev) de tweede prijs op het internationale Koningin Sonja-pianoconcours in Oslo. Hij brak door toen hij in 1994 als eerste Nederlander het Scheveningen Internationaal Pianoconcours won en daarbij ook de Nederlandse Persprijs won. In 1995 ontving Nauta de Philip Morris Kunstprijs, waardoor hij een solo-cd op kon nemen en lessen kon nemen bij Eugen Indjič in Parijs. Het jaar erna kreeg Nauta de Elisabeth Evertsprijs voor jonge veelbelovende musici.

## Activiteiten
Nauta speelde geregeld solo, solistisch met orkest en in kamermuziekverband. Hij speelde onder andere met het Noordhollands Philharmonisch Orkest, het Radio Symfonie Orkest en het Rotterdams Philharmonisch Orkest. In 1995 speelde hij de première van het aan hem opgedragen Eerste pianoconcert van Willem Jeths met het Nederlands Studenten Orkest.
Het repertoire van Nauta strekte zich uit van Johann Sebastian Bach tot hedendaagse muziek, met het accent op werken uit de romantiek (Schubert, Chopin, Grieg). Daarnaast valt hij op met zijn uitvoeringen van de (door velen onspeelbaar geachte) Etudes van György Ligeti.
Ook op het gebied van de kamermuziek heeft Folke Nauta samengewerkt met vele musici. Duo's vormde hij met cellist Jeroen den Herder en met violiste Janine Jansen; met beiden speelde hij in het Rembrandt Trio. Daarnaast trad hij op met onder meer solopianisten Daniël Wayenberg, Rian de Waal, violist Rudolf Koelman en het Daniel Kwartet.

## Focale dystonie
Sinds 2010 werd Nauta gehinderd door focale dystonie in de rechterhand, waardoor hij alleen nog met zijn linkerhand kon spelen. Hij besloot daarop het repertoire voor piano-linkerhand te gaan verkennen, dat onder andere tot stand is gekomen door de pianist Paul Wittgenstein. Deze verloor zijn rechterarm in de Eerste Wereldoorlog, maar bleef desondanks doorspelen met zijn linkerhand. Hij heeft vervolgens verschillende compositieopdrachten voor piano-linkerhand gegeven. Nauta had met behulp hiervan een groot repertoire opgebouwd, waaronder vele kamermuzikale werken. Zelf maakte hij ook bewerkingen van solowerken voor andere instrumenten voor piano-linkerhand. In 2017 en 2021 nam hij cd's op met werken voor piano-linkerhand.

## Cd-opnamen
Nauta nam cd's op met onder meer de polonaises van Frédéric Chopin, werken van Franz Schubert en drie pianoconcerten van Julius Röntgen die niet eerder op cd waren verschenen (met het Orkest van het Oosten o.l.v. Jurjen Hempel. Van het aan hem opgedragen pianoconcert van Willem Jeths maakte hij een cd-opname met het Noordhollands Philharmonisch Orkest o.l.v. Thierry Fischer.

## Overlijden
Nauta overleed 5 augustus 2023 op 50-jarige leeftijd.